# Muzeum Winogrodnictwa w Bratysławie
Muzeum Winogrodnictwa w Bratysławie (słow. Múzeum vinohradníctva; ang. Museum of Viticulture) – muzeum dokumentujące historię winogrodnictwa (uprawy i hodowli winorośli) i winiarstwa (produkcji i pielęgnacji win) w Bratysławie i jej okolicach; oddział Muzeum Miasta Bratysławy.